# Ertuğrul
Pour l’article homonyme, voir Ertuğrul (frégate).
Ertuğrul (en turc ottoman : ارطُغرُل, littéralement « Homme-autour ») ou Ertuğrul Gâzi « le Victorieux » est un ancêtre de la dynastie ottomane qui serait né en 1191 à Ahlat et mort à Söğüt vers 1281.
Son père se nomme Süleymanşah. Ertuğrul est le père de Gündüz et de Savcı. Son dernier fils, Osman, sera le fondateur de l'Empire ottoman.

## Biographie

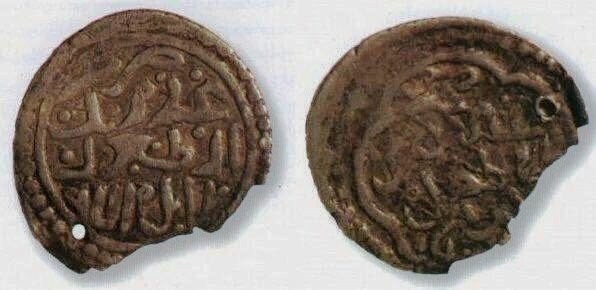
Le nom d'Ertuğrul sur les pièces frappées par son fils Osman Ier.

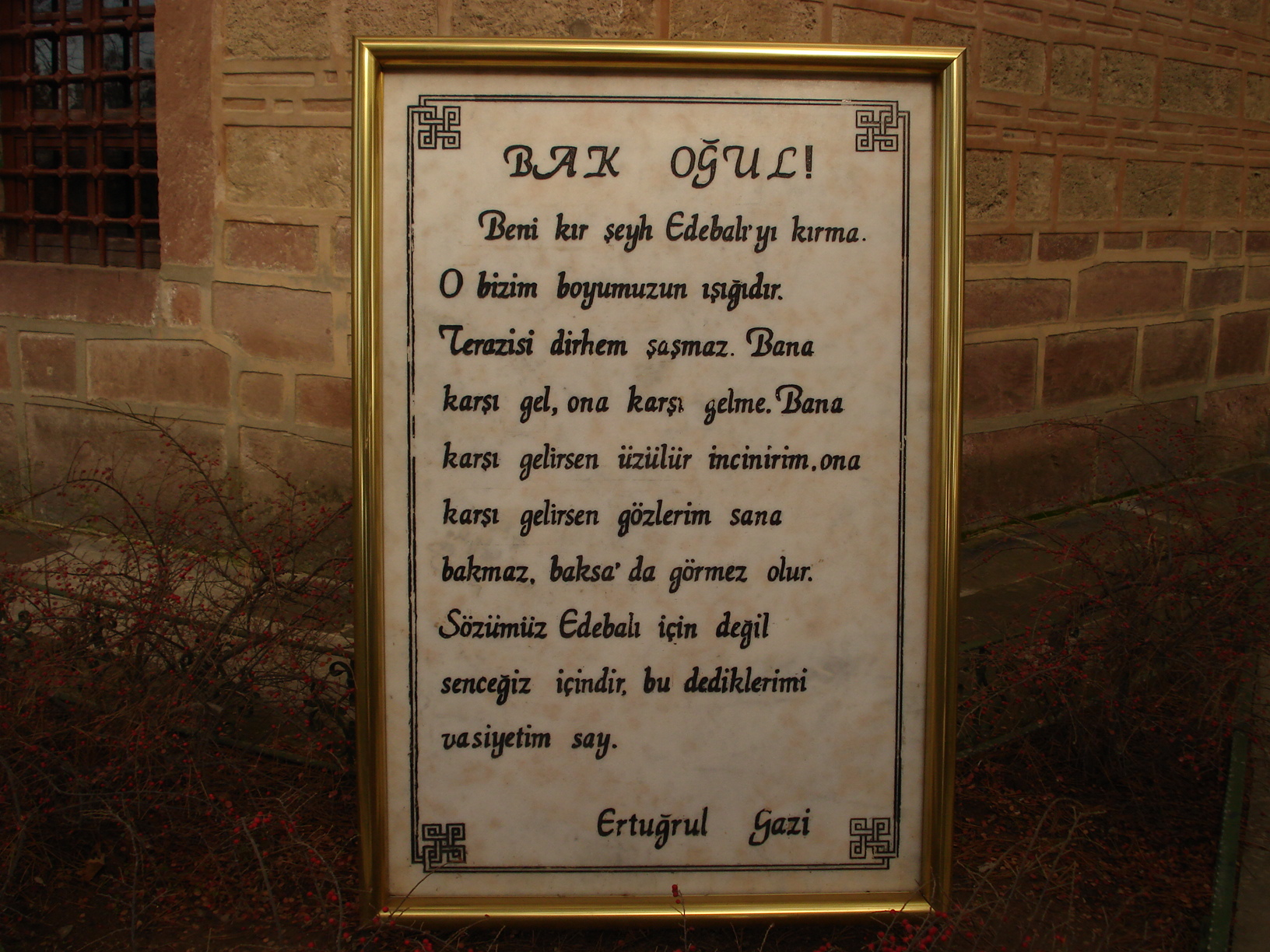
La lettre d'Ertuğrul adressée à son fils successeur Osman Ier.

Il n'apparaît dans les sources qu'à partir de la fin du XIVe siècle et les deux groupes de traditions qui l'évoquent au XVe siècle sont d'allure légendaire ce qui rend leur fiabilité sujette à caution. Selon certaines de ces traditions tardives il serait mort plus que nonagénaire, ce qui placerait sa naissance à la fin du XIIe siècle. Selon plusieurs d'entre elles il aurait appartenu à la branche kayı des Oghouzes.

### Biographie légendaire
(janvier 2020).
Le contenu est difficilement compréhensible vu les erreurs de traduction, qui sont peut-être dues à l'utilisation d'un logiciel de traduction automatique.
Ertuğrul serait issu du clan Kayi qui appartenait à la confédération turque Oghuz originaire d'Asie centrale et qui avait en grande partie migré vers les plateaux iraniens et anatoliens, durant l'expansion seldjoukide et la conquête mongole.
L'existence d'Ertuğrul est jugée historiquement prouvée par les pièces frappées par son fils Osman Ier et par les nombreux textes qui spécifient que son père se nommait Ertuğrul.
Selon le roman national ottoman, Ertuğrul et ses compagnons sont entrés au service du Sultanat de Roum après la mort de son père après s'être séparés de leur tribu originelle. En récompense de ses services il reçut le commandement de la ville de Söğüt (le mot sugut signifie saules) située à cette époque à la frontière avec l'Empire byzantin. Ce pouvoir naissant était le début d'une longue expansion qui culmina sous le règne du calife et sultan Soliman Ier au XVIe siècle.
Il s'est marié avec Halime Hatun, fille d'un des princes seldjoukides, qu'elle lui a donné trois fils, Gündüz Alp,, Saru Batu Savcı Bey et Osman.
Il avait aussi trois frères, Sungurtekin Bey, Gündoğdu Bey et Dündar Bey.

### Origine

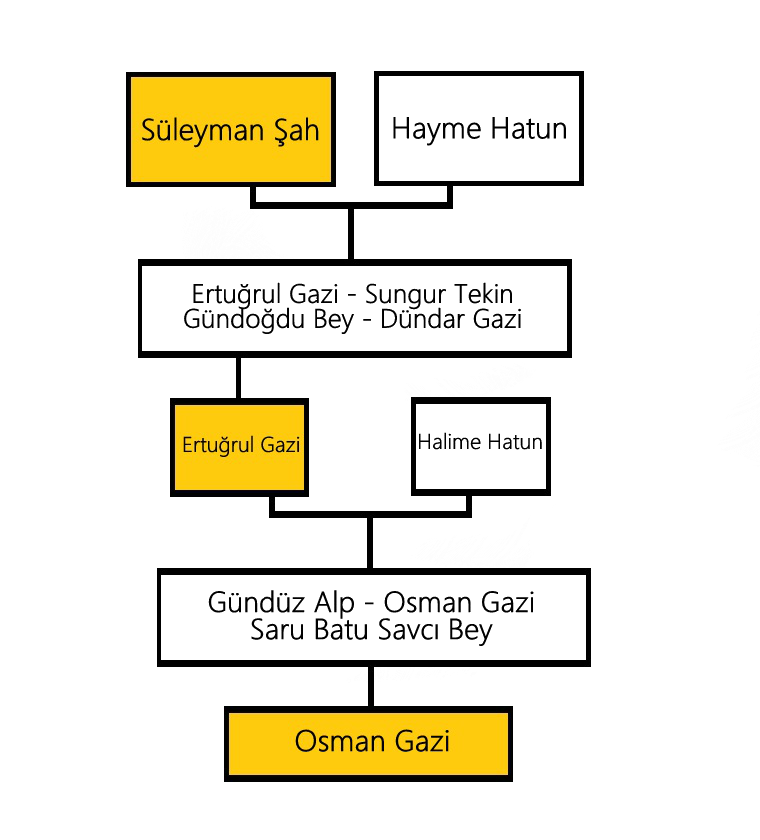
Arbre généalogique hypothétique d'Ertuğrul.

Ertuğrul fils de Suleiman Chah était le chef d'une des tribus turques déplacées des plaines d'Asie occidentale vers les pays d'Asie centrale (Anatolie) et il retournait après la mort de son père qui s'est noyé lors de sa traversée de l'Euphrate près du Qal'at Ja'bar, à 250 km au sud-ouest de la ville turque de Mardin et sa tombe est toujours là-bas.
Sa mère était Hayme Hatun.
|  |  |  |  |  |  |  |  |  |  |  |  |                 |                 |                 |                 |                 |                 |  |  |            |            |              |              | Oguz Khan     |              |              |              |              |              |              |              |              |              |            |            |          |          |                     |                     |                     |                     |                     |                     |  |  |           |           |           |           |           |           |  |  |  |  |  |  |  |  |  |  |  |  |  |  |  |  |  |  |  |  |  |  |
|  |  |  |  |  |  |  |  |  |  |  |  |                 |                 |                 |                 |                 |                 |  |  |            |            |              |              |               |              |              |              |              |              |              |              |              |              |            |            |          |          |                     |                     |                     |                     |                     |                     |  |  |           |           |           |           |           |           |  |  |  |  |  |  |  |  |  |  |  |  |  |  |  |  |  |  |  |  |  |  |
|  |  |  |  |  |  |  |  |  |  |  |  |                 |                 |                 |                 |                 |                 |  |  |            |            |              |              | Sunkur        |              |              |              |              |              |              |              |              |              |            |            |          |          |                     |                     |                     |                     |                     |                     |  |  |           |           |           |           |           |           |  |  |  |  |  |  |  |  |  |  |  |  |  |  |  |  |  |  |  |  |  |  |
|  |  |  |  |  |  |  |  |  |  |  |  |                 |                 |                 |                 |                 |                 |  |  |            |            |              |              |               |              |              |              |              |              |              |              |              |              |            |            |          |          |                     |                     |                     |                     |                     |                     |  |  |           |           |           |           |           |           |  |  |  |  |  |  |  |  |  |  |  |  |  |  |  |  |  |  |  |  |  |  |
|  |  |  |  |  |  |  |  |  |  |  |  |                 |                 |                 |                 |                 |                 |  |  |            |            |              |              | Kaynıtur      |              |              |              |              |              |              |              |              |              |            |            |          |          |                     |                     |                     |                     |                     |                     |  |  |           |           |           |           |           |           |  |  |  |  |  |  |  |  |  |  |  |  |  |  |  |  |  |  |  |  |  |  |
|  |  |  |  |  |  |  |  |  |  |  |  |                 |                 |                 |                 |                 |                 |  |  |            |            |              |              |               |              |              |              |              |              |              |              |              |              |            |            |          |          |                     |                     |                     |                     |                     |                     |  |  |           |           |           |           |           |           |  |  |  |  |  |  |  |  |  |  |  |  |  |  |  |  |  |  |  |  |  |  |
|  |  |  |  |  |  |  |  |  |  |  |  |                 |                 |                 |                 |                 |                 |  |  |            |            |              |              | Togar         |              |              |              |              |              |              |              |              |              |            |            |          |          |                     |                     |                     |                     |                     |                     |  |  |           |           |           |           |           |           |  |  |  |  |  |  |  |  |  |  |  |  |  |  |  |  |  |  |  |  |  |  |
|  |  |  |  |  |  |  |  |  |  |  |  |                 |                 |                 |                 |                 |                 |  |  |            |            |              |              |               |              |              |              |              |              |              |              |              |              |            |            |          |          |                     |                     |                     |                     |                     |                     |  |  |           |           |           |           |           |           |  |  |  |  |  |  |  |  |  |  |  |  |  |  |  |  |  |  |  |  |  |  |
|  |  |  |  |  |  |  |  |  |  |  |  |                 |                 |                 |                 |                 |                 |  |  |            |            |              |              | Aykoloğ       |              |              |              |              |              |              |              |              |              |            |            |          |          |                     |                     |                     |                     |                     |                     |  |  |           |           |           |           |           |           |  |  |  |  |  |  |  |  |  |  |  |  |  |  |  |  |  |  |  |  |  |  |
|  |  |  |  |  |  |  |  |  |  |  |  |                 |                 |                 |                 |                 |                 |  |  |            |            |              |              |               |              |              |              |              |              |              |              |              |              |            |            |          |          |                     |                     |                     |                     |                     |                     |  |  |           |           |           |           |           |           |  |  |  |  |  |  |  |  |  |  |  |  |  |  |  |  |  |  |  |  |  |  |
|  |  |  |  |  |  |  |  |  |  |  |  |                 |                 |                 |                 |                 |                 |  |  |            |            |              |              | Sayıntur      |              |              |              |              |              |              |              |              |              |            |            |          |          |                     |                     |                     |                     |                     |                     |  |  |           |           |           |           |           |           |  |  |  |  |  |  |  |  |  |  |  |  |  |  |  |  |  |  |  |  |  |  |
|  |  |  |  |  |  |  |  |  |  |  |  |                 |                 |                 |                 |                 |                 |  |  |            |            |              |              |               |              |              |              |              |              |              |              |              |              |            |            |          |          |                     |                     |                     |                     |                     |                     |  |  |           |           |           |           |           |           |  |  |  |  |  |  |  |  |  |  |  |  |  |  |  |  |  |  |  |  |  |  |
|  |  |  |  |  |  |  |  |  |  |  |  |                 |                 |                 |                 |                 |                 |  |  |            |            |              |              | Gök Alp       |              |              |              |              |              |              |              |              |              |            |            |          |          |                     |                     |                     |                     |                     |                     |  |  |           |           |           |           |           |           |  |  |  |  |  |  |  |  |  |  |  |  |  |  |  |  |  |  |  |  |  |  |
|  |  |  |  |  |  |  |  |  |  |  |  |                 |                 |                 |                 |                 |                 |  |  |            |            |              |              |               |              |              |              |              |              |              |              |              |              |            |            |          |          |                     |                     |                     |                     |                     |                     |  |  |           |           |           |           |           |           |  |  |  |  |  |  |  |  |  |  |  |  |  |  |  |  |  |  |  |  |  |  |
|  |  |  |  |  |  |  |  |  |  |  |  |                 |                 |                 |                 |                 |                 |  |  |            |            |              |              | Kızıl Buğa    |              |              |              |              |              |              |              |              |              |            |            |          |          |                     |                     |                     |                     |                     |                     |  |  |           |           |           |           |           |           |  |  |  |  |  |  |  |  |  |  |  |  |  |  |  |  |  |  |  |  |  |  |
|  |  |  |  |  |  |  |  |  |  |  |  |                 |                 |                 |                 |                 |                 |  |  |            |            |              |              |               |              |              |              |              |              |              |              |              |              |            |            |          |          |                     |                     |                     |                     |                     |                     |  |  |           |           |           |           |           |           |  |  |  |  |  |  |  |  |  |  |  |  |  |  |  |  |  |  |  |  |  |  |
|  |  |  |  |  |  |  |  |  |  |  |  |                 |                 |                 |                 |                 |                 |  |  |            |            |              |              | Kaya Alp      |              |              |              |              |              |              |              |              |              |            |            |          |          |                     |                     |                     |                     |                     |                     |  |  |           |           |           |           |           |           |  |  |  |  |  |  |  |  |  |  |  |  |  |  |  |  |  |  |  |  |  |  |
|  |  |  |  |  |  |  |  |  |  |  |  |                 |                 |                 |                 |                 |                 |  |  |            |            |              |              |               |              |              |              |              |              |              |              |              |              |            |            |          |          |                     |                     |                     |                     |                     |                     |  |  |           |           |           |           |           |           |  |  |  |  |  |  |  |  |  |  |  |  |  |  |  |  |  |  |  |  |  |  |
|  |  |  |  |  |  |  |  |  |  |  |  |                 |                 |                 |                 |                 |                 |  |  |            |            |              |              | Suleiman Chah |              |              |              |              |              |              |              |              |              |            |            |          |          |                     |                     |                     |                     |                     |                     |  |  |           |           |           |           |           |           |  |  |  |  |  |  |  |  |  |  |  |  |  |  |  |  |  |  |  |  |  |  |
|  |  |  |  |  |  |  |  |  |  |  |  |                 |                 |                 |                 |                 |                 |  |  |            |            |              |              |               |              |              |              |              |              |              |              |              |              |            |            |          |          |                     |                     |                     |                     |                     |                     |  |  |           |           |           |           |           |           |  |  |  |  |  |  |  |  |  |  |  |  |  |  |  |  |  |  |  |  |  |  |
|  |  |  |  |  |  |  |  |  |  |  |  |                 |                 |                 |                 |                 |                 |  |  |            |            |              |              |               |              |              |              |              |              |              |              |              |              |            |            |          |          |                     |                     |                     |                     |                     |                     |  |  |           |           |           |           |           |           |  |  |  |  |  |  |  |  |  |  |  |  |  |  |  |  |  |  |  |  |  |  |
|  |  |  |  |  |  |  |  |  |  |  |  | Sungurtekin Bey | Sungurtekin Bey | Sungurtekin Bey | Sungurtekin Bey | Sungurtekin Bey | Sungurtekin Bey |  |  | Dündar Bey | Dündar Bey | Dündar Bey   | Dündar Bey   | Dündar Bey    | Dündar Bey   |              |              | Gündoğdu Bey | Gündoğdu Bey | Gündoğdu Bey | Gündoğdu Bey | Gündoğdu Bey | Gündoğdu Bey |            |            | Ertuğrul | Ertuğrul | Ertuğrul            | Ertuğrul            | Ertuğrul            | Ertuğrul            |                     |                     |  |  |           |           |           |           |           |           |  |  |  |  |  |  |  |  |  |  |  |  |  |  |  |  |  |  |  |  |  |  |
|  |  |  |  |  |  |  |  |  |  |  |  | Sungurtekin Bey | Sungurtekin Bey | Sungurtekin Bey | Sungurtekin Bey | Sungurtekin Bey | Sungurtekin Bey |  |  | Dündar Bey | Dündar Bey | Dündar Bey   | Dündar Bey   | Dündar Bey    | Dündar Bey   |              |              | Gündoğdu Bey | Gündoğdu Bey | Gündoğdu Bey | Gündoğdu Bey | Gündoğdu Bey | Gündoğdu Bey |            |            | Ertuğrul | Ertuğrul | Ertuğrul            | Ertuğrul            | Ertuğrul            | Ertuğrul            |                     |                     |  |  |           |           |           |           |           |           |  |  |  |  |  |  |  |  |  |  |  |  |  |  |  |  |  |  |  |  |  |  |
|  |  |  |  |  |  |  |  |  |  |  |  |                 |                 |                 |                 |                 |                 |  |  |            |            |              |              |               |              |              |              |              |              |              |              |              |              |            |            |          |          |                     |                     |                     |                     |                     |                     |  |  |           |           |           |           |           |           |  |  |  |  |  |  |  |  |  |  |  |  |  |  |  |  |  |  |  |  |  |  |
|  |  |  |  |  |  |  |  |  |  |  |  |                 |                 |                 |                 |                 |                 |  |  |            |            | Suleyman Alp | Suleyman Alp | Suleyman Alp  | Suleyman Alp | Suleyman Alp | Suleyman Alp |              |              | Gündüz Alp   | Gündüz Alp   | Gündüz Alp   | Gündüz Alp   | Gündüz Alp | Gündüz Alp |          |          | Saru Batu Savcı Bey | Saru Batu Savcı Bey | Saru Batu Savcı Bey | Saru Batu Savcı Bey | Saru Batu Savcı Bey | Saru Batu Savcı Bey |  |  | Osman Ier | Osman Ier | Osman Ier | Osman Ier | Osman Ier | Osman Ier |  |  |  |  |  |  |  |  |  |  |  |  |  |  |  |  |  |  |  |  |  |  |

### Ses débuts

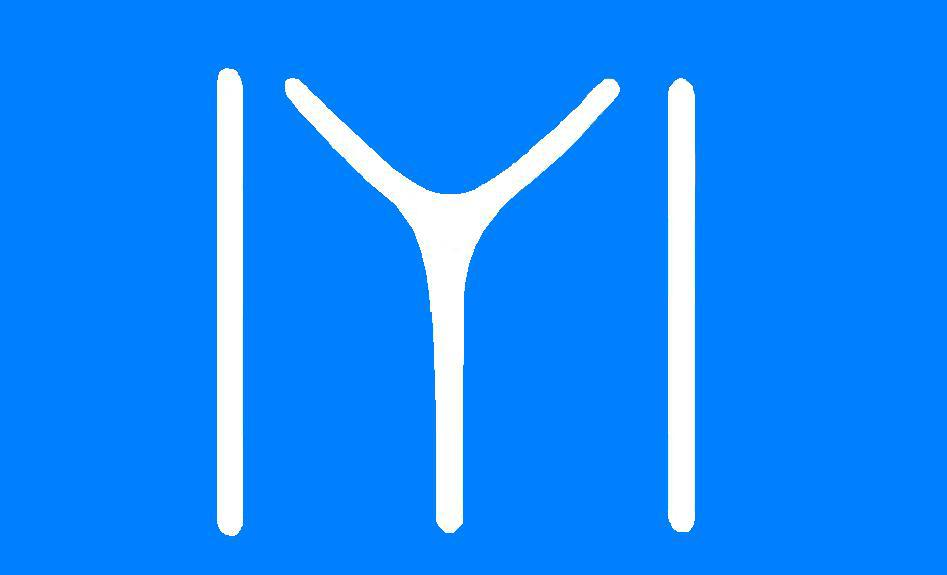
Emblème de la tribu Kayı d'Ertuğrul.

Un jour qu'il continuait sa route au hasard ce peuple d'exilés aperçut de loin deux armées qui en étaient venues aux mains. Ertuğrul en voyant la mêlée fit vœu de se ranger avec les siens du côté du plus faible, il hâta sa marche et il rencontra bientôt une multitude qui fuyait en désordre. Il la rallia et la ramena sur le champ de bataille où son intervention décida la victoire.
Or, les vaincus étaient des Tartares Mongols, restes encore formidables des hordes de Gengis Khan, et celui qui devait la victoire à Ertuğrul était Alaeddin souverain des Seldjoukides.
Une fois la victoire remportée, Ertuğrul apprit qu'il s'était porté à la rescousse du prince Kay Qubadh Ier, sultan de Konya, l'un des émirats seldjoukides établi après la dissolution de l'Empire seldjoukide avec la mort du sultan Malik Chah Ier.
Ce prince reconnaissant accorda à son brave auxiliaire des terres et des honneurs. Il assigna pour résidence à lui et ses compagnons le sandjak (district) de sultan qui contient une partie du territoire de l'ancienne Phrygie et il lui envoya le tambour et les queues de cheval, marques de la dignité du commandement chez ces peuples.
Quoi qu'il en soit de cette tradition, Ertuğrul de son côté s'attacha à son bienfaiteur et lui rendit plusieurs autres services importants, il fit triompher ses armées sur les Byzantins et les Tartares et il gagna sur ces deux peuples réunis la célèbre bataille d'Enmeni qui dura trois jours entiers. Ce fut à cette bataille que son fils Osman fit ses premières armes et gagna le nom de "briseur de jambes".
Le sultan Kay Qubadh Ier l'a récompensé pour son aide en lui donnant des petites villes, tels que Domaniç, sauf Ertuğrul et ses hommes sont devenus beaucoup plus gourmands. Et après chaque victoire, il lui donne de nouvelles terres et beaucoup d'argent, puis il a surnommé sa tribu "l'avant-garde du sultan", étant donné qu'elle était toujours à l'avant des armées.
Quand Ertuğrul mourut, le sultan Kay Khusraw III nomma Osman, le plus jeune des enfants d'Ertuğrul, pour succéder à son père.

#### Expansion de son émirat

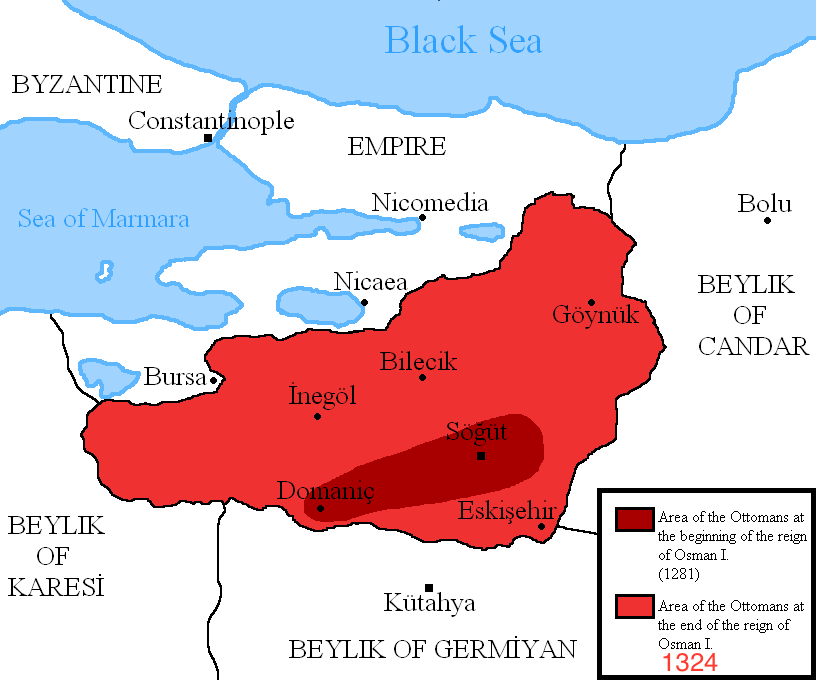
Terres conquise par Ertuğrul en rouge foncé.

Ertuğrul a combattu avec les seldjoukides contre les Mongols et a mené des raids sur les terres byzantines. À la suite de son aide aux Seldjoukides dans leurs guerres contre les Byzantins, Ertuğrul reçut du sultan des terres dans une région montagneuse près d'Ankara, lui donnant ainsi pour mission de la protéger des Byzantins.
Ertuğrul a ensuite annexé la ville de Söğüt (près de Kütahya dans le gouvernorat de Bilecik) qu'il a conquis en 1231, cette petite ville conquise est un tournant majeur pour la fondation de l'Empire ottoman, créant son propre fief. La ville de Söğüt est devenue la capitale de l'Empire ottoman en 1299 sous la domination de son fils le sultan Osman Ier.
Vers 1231/1232 Ertuğrul conquit la forteresse de Karacahisar avec l'aide de l'armée seldjoukides.
Leur tribu réunissait alors environ 400 tentes, il est peu probable que leur nombre dépasse les 4 000 personnes, y compris les femmes et les enfants et ce sont ceux qui ont formé le noyau de la tribu, en plus de ceux qui les ont rejoints plus tard des Turkmènes qui sont venus lorsque la zone de terre conquise par Ertuğrul s'est élargie pendant un demi-siècle, tout comme il restait des chrétiens parmi eux à la suite des conquêtes.
Au fil du temps, ils ont rejoint d'autres leaders expérimentés, autant qu'émir d'une région frontalière est également devenu Bey tels que :
Samsa Çavuş, qui fut le premier à utiliser le titre Sergent dans l'Empire ottoman et combattit avec lui, son fils Osman et son petit-fils Orhan le célèbre Turgut Alp, Bamsı Beyrek, Aykut Alp, Akça Koca, Kara Tegin et Konur Alp, qui furent les premiers commandants militaire turcs à servir dans l'Empire ottoman peu de temps après sa création. Et "Konur" signifie "châtain clair".
Ertuğrul a toujours mené une guerre contre les nobles byzantins locaux, mais a également entretenu des relations amicales avec le gouverneur de la ville d'Osmaneli et le tikfur de Bilecik.

### Relations avec la maison seldjoukide
Selon les récits traditionnels, après que les attaques mongoles aient également atteint Pasinler, les frères d'Ertuğrul Sungurtekin Bey et Gündoğdu Bey sont retournés à Ahlat, mais Ertuğrul a déménagé à l'ouest avec son frère cadet Dündar Bey. Lui et son frère se seraient retrouvés à proximité de la ville de Sivas (en grec: Σεβάστεια Sebastia), où ils ont soutenu les Seldjoukides contre les Mongols.

### Dernières années et mort

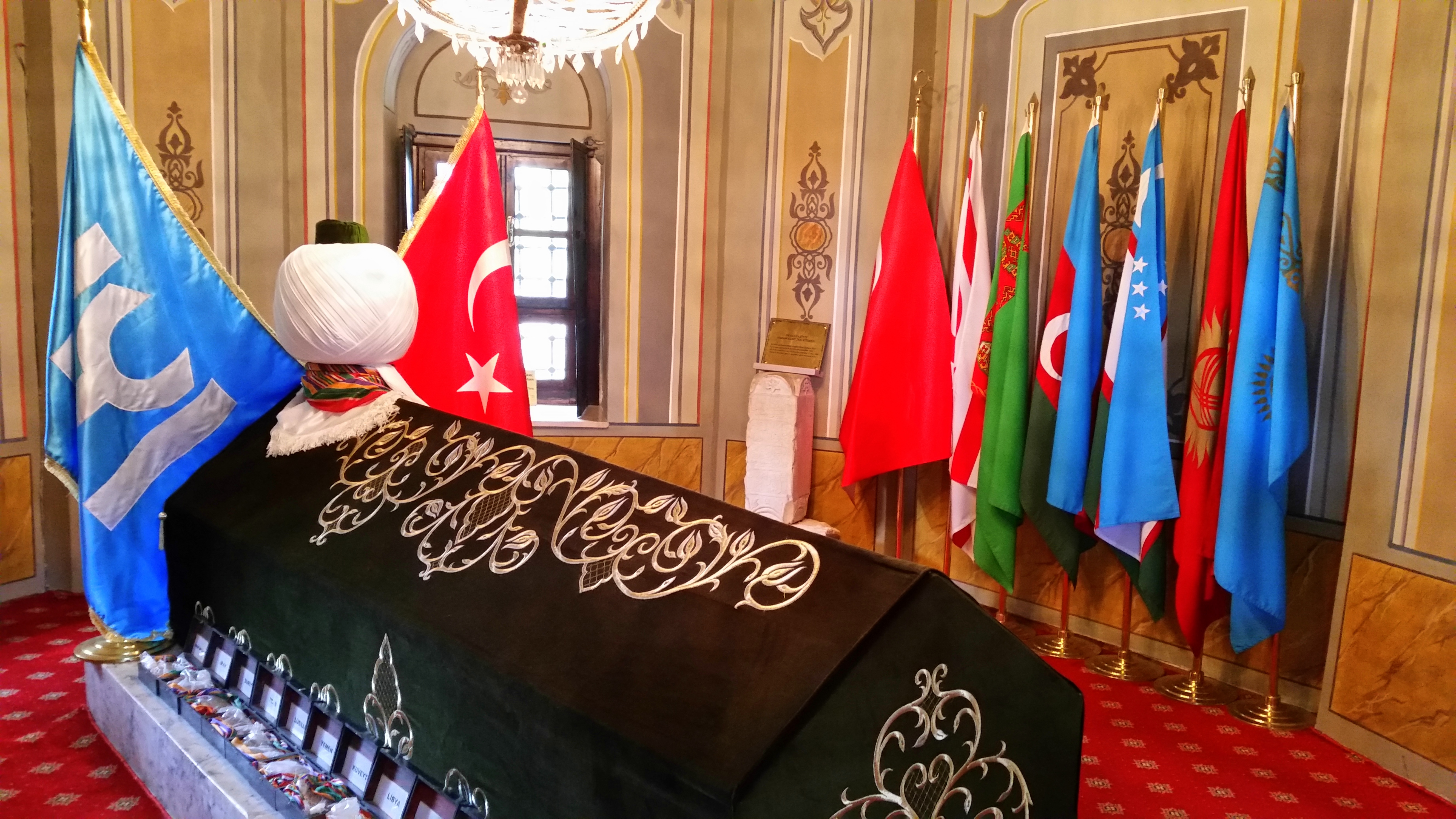
Tombe d'Ertuğrul à Söğüt.

Ertuğrul "Emir de la région frontalière" est resté au service des sultans seldjoukides. Selon les récits traditionnels, il resta loyal envers les sultans seldjoukides successifs, a déclaré sa loyauté au sultan Kay Khusraw III et lui a donné de nombreux cadeaux lorsqu'il a visité les frontières occidentales en 1279. Après cette date, Ertuğrul a remis la direction de la tribu à son plus jeune fils Osman, puis est décédé quelques années plus tard.
Il mourut vers 1281 et il est enterré à Söğüt, laissant à son fils Osman une petit principauté d'une superficie de 4 800 km2, en posant les bases de ce qui deviendra par la suite un empire mondial.

## Commémorations et évocations

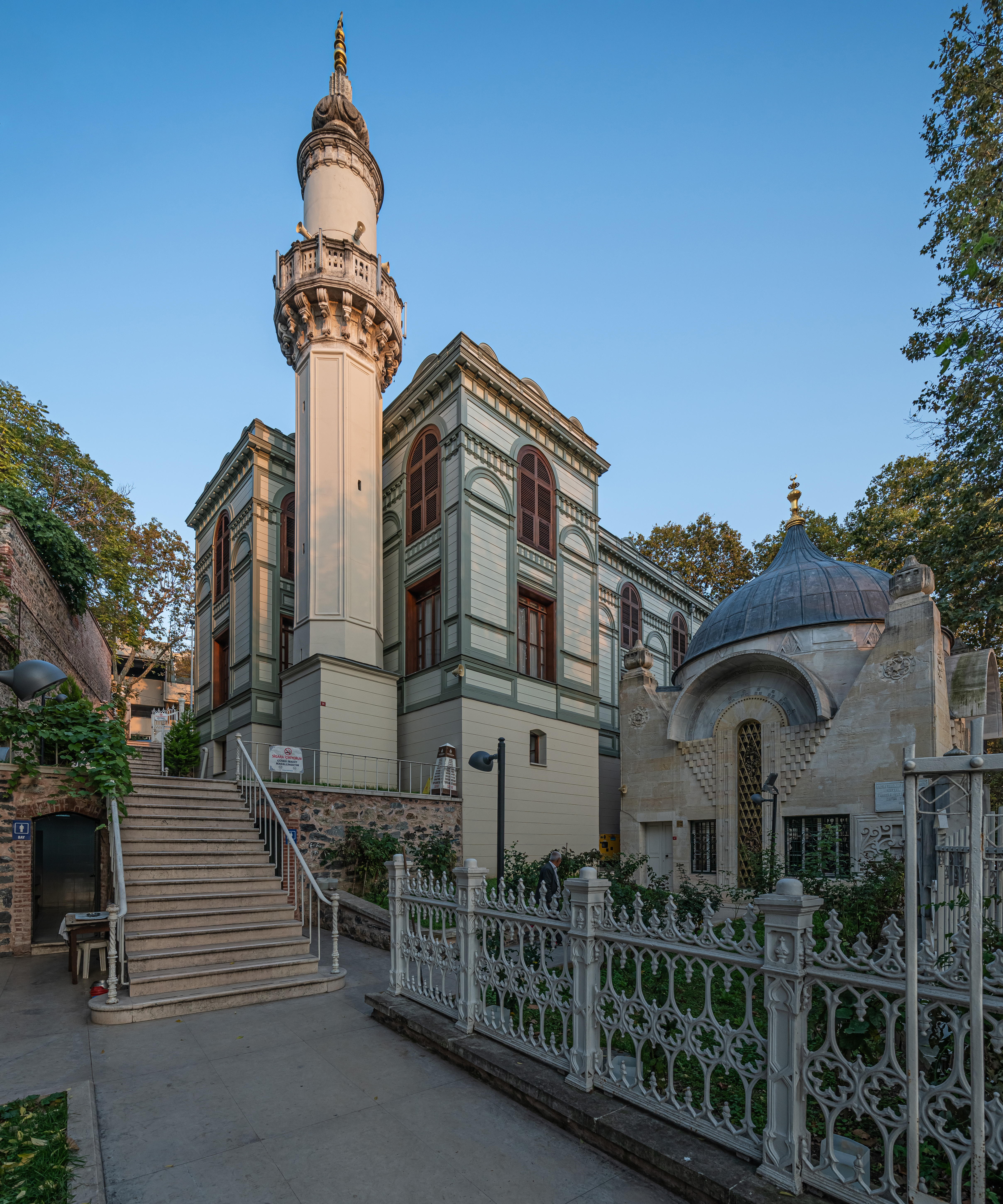
Mosquée Ertuğrul Tekke Camii à Istanbul.

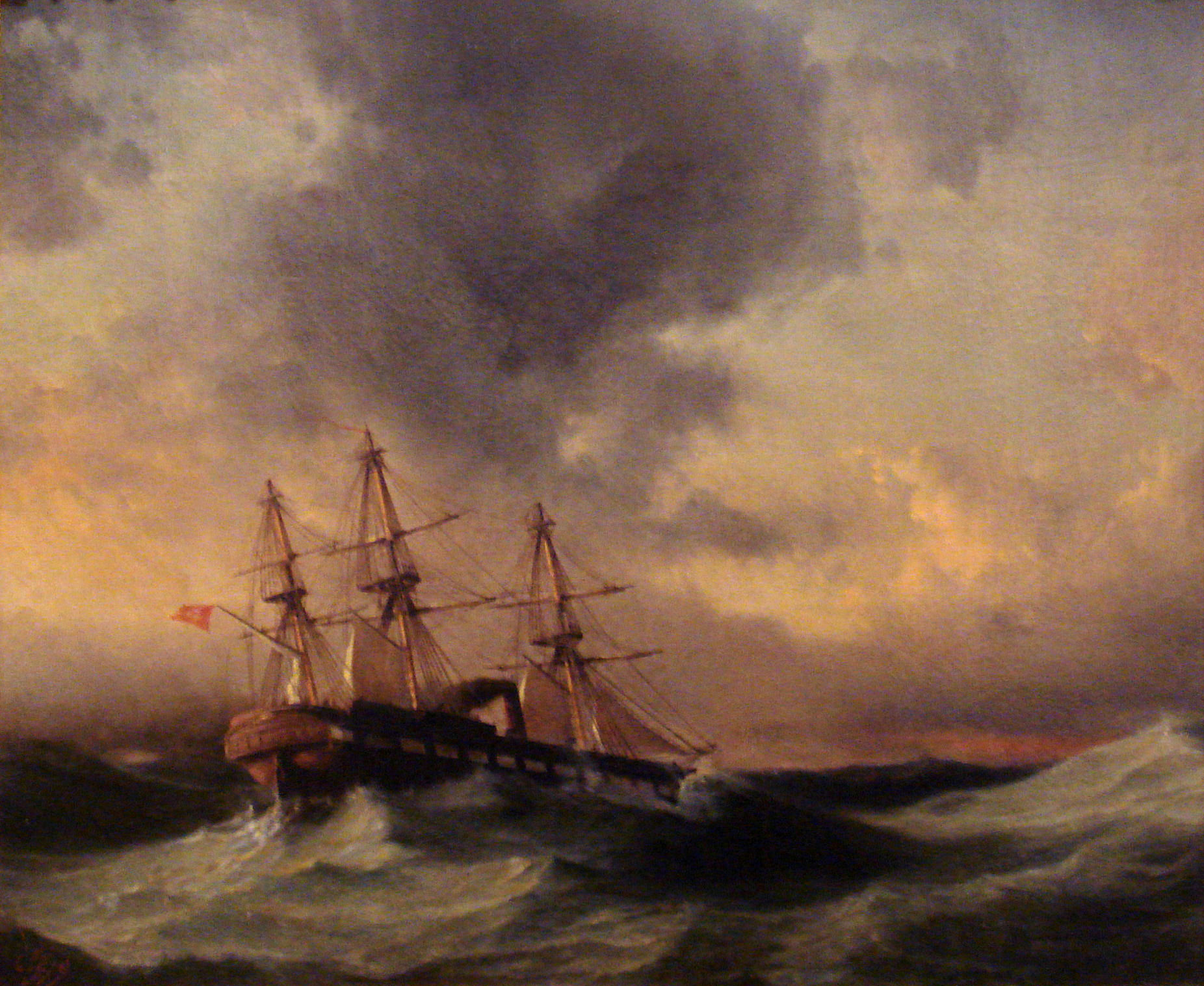
Frégate Ertuğrul commandé par l'amiral Osman Pacha.

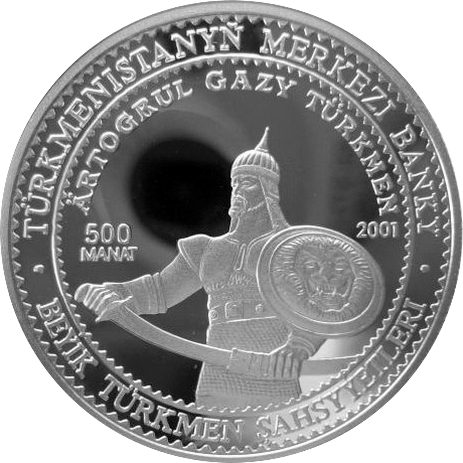
Ertuğrul sur la face de 500 manat turkmènes.

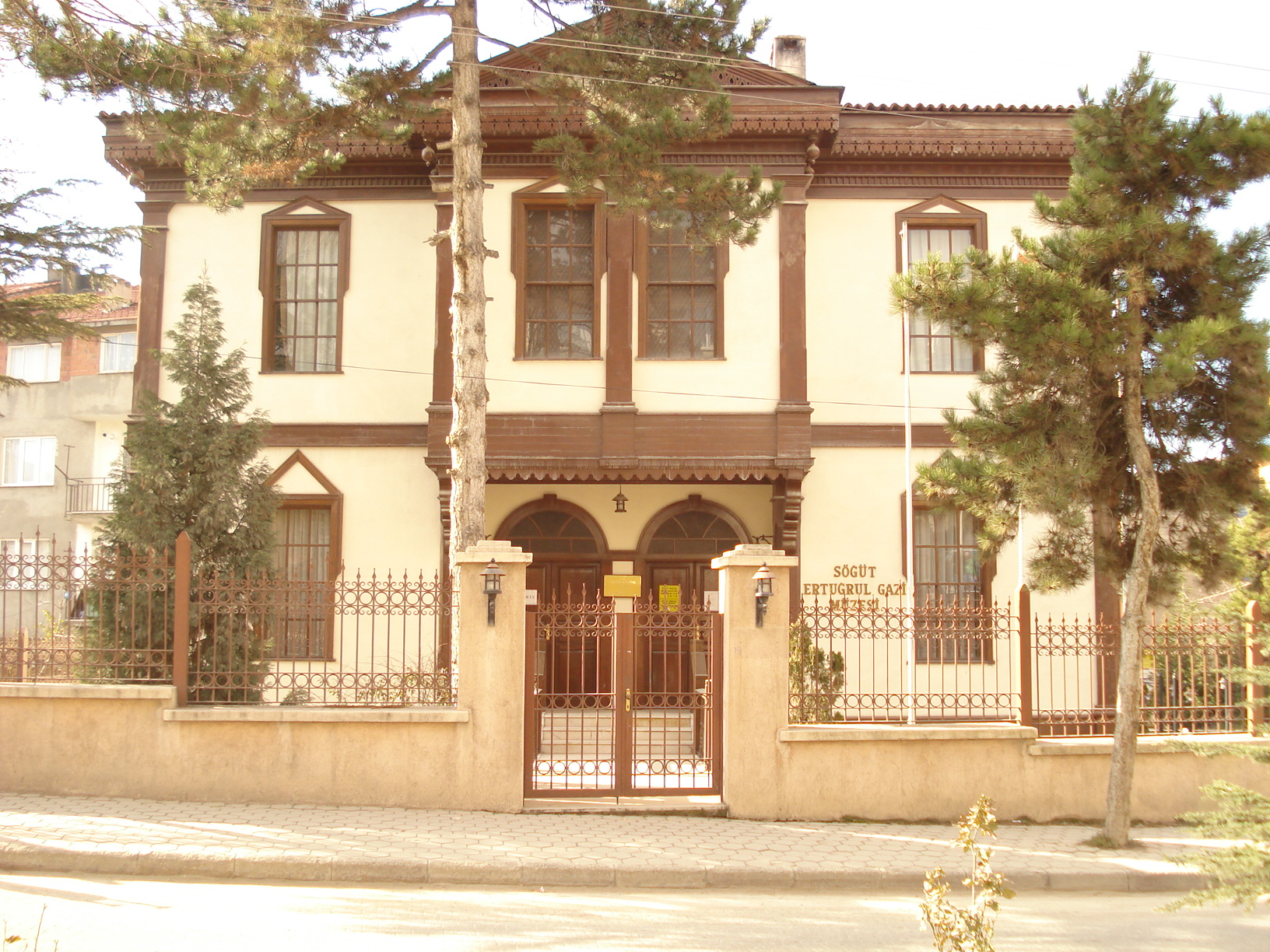
Musée d'Ertuğrul à Söğüt.

La frégate Ertuğrul de la marine de guerre ottomane, lancée en 1863, porte son nom. C'est aussi le nom du yacht à vapeur officiel des premiers sultans qui fut mis à la ferraille dans les années 1930.
Un monument a été construit à Mersin et un autre à Kushimoto au Japon où cette frégate a fait naufrage : les deux villes sont aujourd'hui jumelées.
Le monument a été visité tous les cinq ans, en juin 2008 le président turc Abdullah Gül a rendu visite au monument.
Un quartier à Istanbul dans le district de Pendik porte son nom.
Le 4 janvier 2007, les travaux ont commencé sur un projet de fouilles archéologiques sous-marines pour extraire des parties de la frégate Ertuğrul et les exposer aux côtés du monument dans la ville japonaise de Kushimoto et au musée maritime d'Istanbul en Turquie.
Le 28 janvier 2008, l'équipe de recherche sous-marine est arrivée au magasin de munitions de la frégate Ertuğrul. Plusieurs pièces d'artillerie, mines de mer, canons et balles ont été récupérées et transportées au port de Kushimoto, où elles ont été examinées par des bombardiers[pas clair], la police, l'armée et la marine japonaise, puis conservé à "Ertuğrul Research Institute". Plus tard, deux fusils "Winchester" ont également été récupérés.
Une mosquée nommée Ertuğrul Tekke Camii à Istanbul a été inaugurée en 1887 par le sultan Abdulhamid II.
La mosquée a été construite principalement en tant que maison d'hôtes pour divers cheikhs et universitaires musulmans visitant Istanbul afin de renforcer la force de la position du califat ottoman dans le monde islamique.
Une autre mosquée nommée Mosquée Ertuğrul Gazi, inaugurée en 1998 à Achgabat au Turkménistan, porte aussi son nom.
Il a son propre musée à Söğüt, construit en 2001 en sa mémoire comme étant l'origine de la fondation de l'Empire ottoman.

### Ertuğrul dans la culture populaire
La série télévisée turque Kuruluş/Osmancık de 1988, il est interprété par Baykal Saran.
Un film a été réalisé en 2015 qui retrace l'histoire de la frégate Ertuğrul, une réalisation turco-japonaise, intitulé Ertuğrul 1890 en turc et 125 Years Memory en anglais, le film a eu plusieurs récompenses (meilleur réalisation et meilleur son) lors de la 39e édition des Japan Academy Prize.
La série télévisée turque Diriliş: Ertuğrul, relate de manière romancée la vie d'Ertuğrul Gâzi de 2014 à 2019, il est interprété par Engin Altan Düzyatan.
La série télévisée turque Kuruluş: Osman, la suite de la série précédente, il est interprété par Tamer Yiğit.